# Profesor Challenger
El profesor Challenger, es conocido por la novela El mundo Perdido del escritor escocés Arthur Conan Doyle, este es presentado como un ilustrado en ciencias, que sostiene que todavía hay vida prehistórica, y que esta se ubica en el nuevo mundo, Sudamérica.
A través de la novela, se puede apreciar su carácter terco y soberbio, en el que impone sus ideas sobre las de los demás, aprovechándose de su genialidad.
Otra característica que se repite frecuentemente en el libro son sus constantes discusiones con el profesor Summerlee, otroprofesor de la ciencia, ambos debaten constantemente cuando ven alguna especie en la jungla y desean clasificarla, aunque la mayoría del tiempo,, discuten por causas absurdas.
en fin, Challenger es un personaje cómico e indispensable para la trama que aporta momentos inolvidables para el lector.